# Familienkirche (Linz)

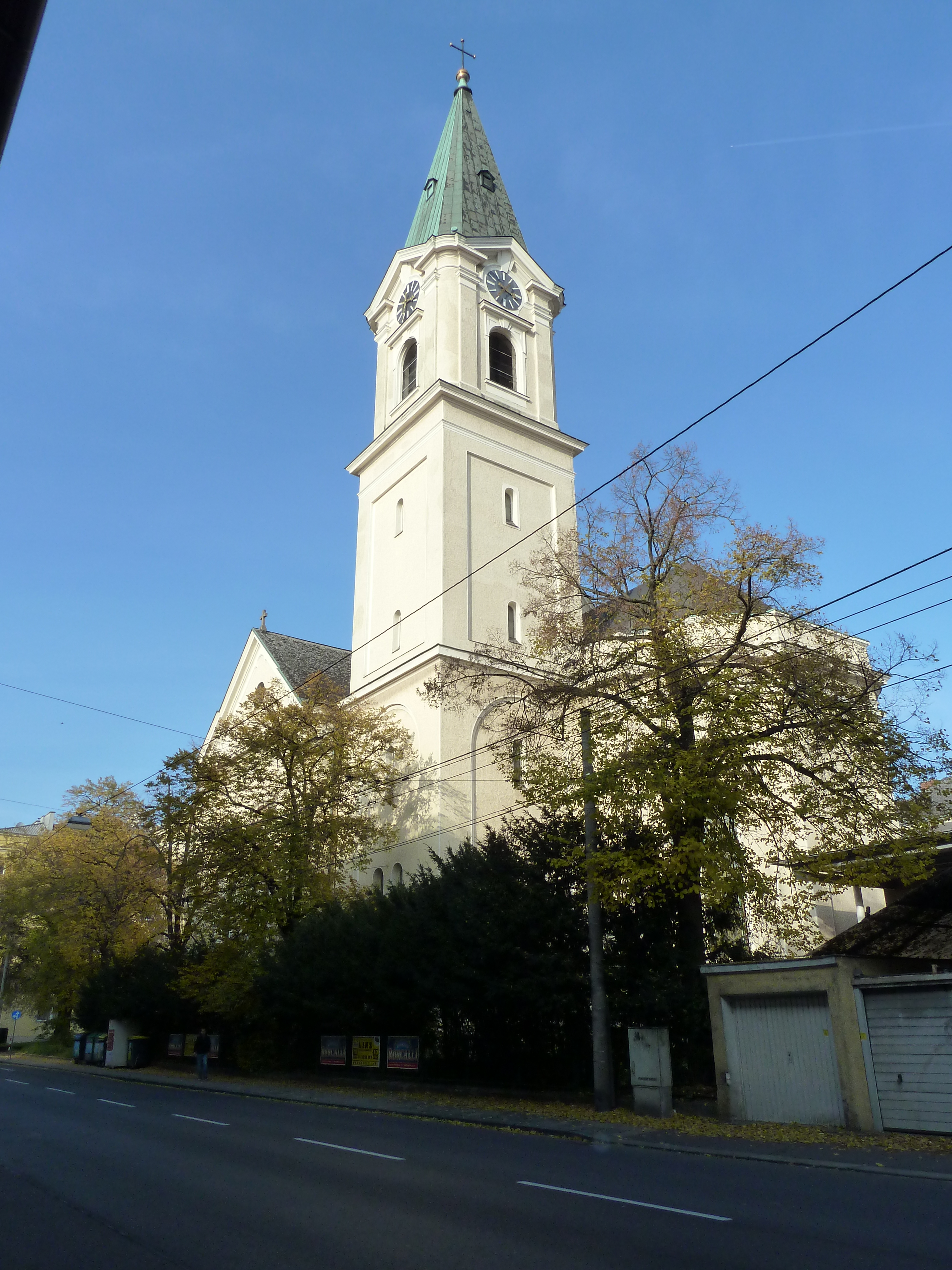
Familienkirche

Die Pfarrkirche Hl. Familie steht in der Linzer Bürgerstraße/Ecke Dinghoferstraße in Oberösterreich. Die römisch-katholische Pfarrkirche Heilige Familie gehört zum Dekanat Linz-Mitte in der Diözese Linz. Die Kirche, genannt auch Familienkirche, steht unter Denkmalschutz.

## Geschichte
Bereits Mitte des 19. Jahrhunderts hatte es Überlegungen gegeben, für die Bewohner im neu entstehenden Neustadtviertel ein Kirchengebäude am Linzer Hessenplatz zu errichten. Nach einigen Verzögerungen erwarb Bischof Franz Maria Doppelbauer im Jahr 1890 ein südöstlich der Linzer Innenstadt gelegenes Grundstück für den Bau einer Kirche. Von 1907 bis 1912 wurde nach Plänen von Dombaumeister Matthäus Schlager die Kirche im späthistoristischen Stil erbaut und am 31. Oktober 1912 von Bischof Rudolph Hittmair geweiht. Sie ist nach dem Mariä-Empfängnis-Dom die zweitgrößte Kirche von Linz.
Der Hochaltar stammt von Matthäus Schlager, die künstlerische Ausgestaltung und die Gemälde großteils von Andreas Strickner. Die Orgel stammt vom Orgelbau Gebrüder Mauracher, geweiht 1929, und war damals die größte von Linz.